# Sister Sledge (travhäst)
Sister Sledge, född 1 mars 2017 på Andray Farm i Jefferson County i Pennsylvania, är en amerikansk varmblodig travhäst. Hon tränas av sin ägare Daniel Redén och körs av Örjan Kihlström. Som två- och treåring tävlade hon i Nordamerika där hon tränades av Ron Burke och kördes av Yannick Gingras.
Sister Sledge började tävla i juli 2019 och inledde karriären med sju raka segrar. Hon har till maj 2021 sprungit in 8,5 miljoner kronor på 30 starter varav 16 segrar, 6 andraplatser och 1 tredjeplats. Hon har tagit karriärens hittills största segrar i Pennsylvania Sire Stakes (2019) och Fyraåringseliten (2021).

## Karriär
Sister Sledge inledde karriären som unghäst i Nordamerika där hon tränades av Ron Burke och kördes av Yannick Gingras. Hon debuterade på tävlingsbanan den 2 juli 2019 i ett lopp på Meadowlands Racetrack och segrade direkt i tävlingsdebuten. Hon tog därefter sju raka segrar, bland annat i finalen av Pennsylvania Sire Stakes den 8 september 2019. Totalt segrade hon i åtta av tolv starter under 2019. Som treåring kvalade hon in till finalen av Hambletonian Stakes men diskvalificerades för att ha galopperat i finalen och slutade därför oplacerad. Totalt segrade hon i fem av femton starter under 2020.
Hösten 2020 var Sister Sledge till salu vid den årliga hästauktionen i Harrisburg i Pennsylvania. Hon köptes där av Stall Zet (Daniel Redén) som ropade in henne för 265 000 dollar vilket gjorde henne till den dyraste hästen under auktionens sista dag. Hon importerades därefter till Sverige för att tränas av Daniel Redén. Hon gjorde sin första start på svensk mark den 15 april 2021 på Gävletravet i ett försök av Norrlands Grand Prix, där hon kördes av sin nya kusk Örjan Kihlström. Hon tog snabbt hand om ledningen i loppet och gick sedan undan till seger. Hon segrade även i nästa start, den 14 maj på Umåker i ytterligare ett försök av Norrlands Grand Prix. Under Elitloppshelgen 2021 startade hon i Fyraåringseliten där hon segrade på nytt Europarekord med tiden 1.09,1 över 1609 meter.

## Statistik
| Statistik för Sister Sledge (Ref.) | Statistik för Sister Sledge (Ref.) | Statistik för Sister Sledge (Ref.) | Statistik för Sister Sledge (Ref.) | Statistik för Sister Sledge (Ref.) | Statistik för Sister Sledge (Ref.) |
| ---------------------------------- | ---------------------------------- | ---------------------------------- | ---------------------------------- | ---------------------------------- | ---------------------------------- |
| Starter                            | Placeringar                        | Startprissumma                     | Segerprocent                       | Platsprocent                       | Rekord                             |
| 30                                 | 16-6-1                             | 8 541 953 kr                       | 53 %                               | 77 %                               | 9,1ak, 9,2aak, 13,7am,             |